# Муреш (повіт, Королівство Румунія)
Му́реш (рум. Mureş) — колишній повіт Румунського королівства у Трансильванії. Адміністративний центр — м. Тиргу-Муреш.

## Розташування
Повіт розташовувався у центрі регіону Трансильванія, в історичному регіоні Північна Трансильванія.
Більша частина території міжвоєнного повіту нині входить до жудця Муреш, за винятком північно-східної частини, яка нині знаходиться у жудці Гарґіта, та північно-західної частини, що входить до складу сучасного жудця Бистриця-Несеуд.

## Історія
Повіт Муреш існував з 1920 по 1950 роки. Створений на території колишнього комітату Королівства Угорщини Марош-Торда.

## Адміністративний поділ

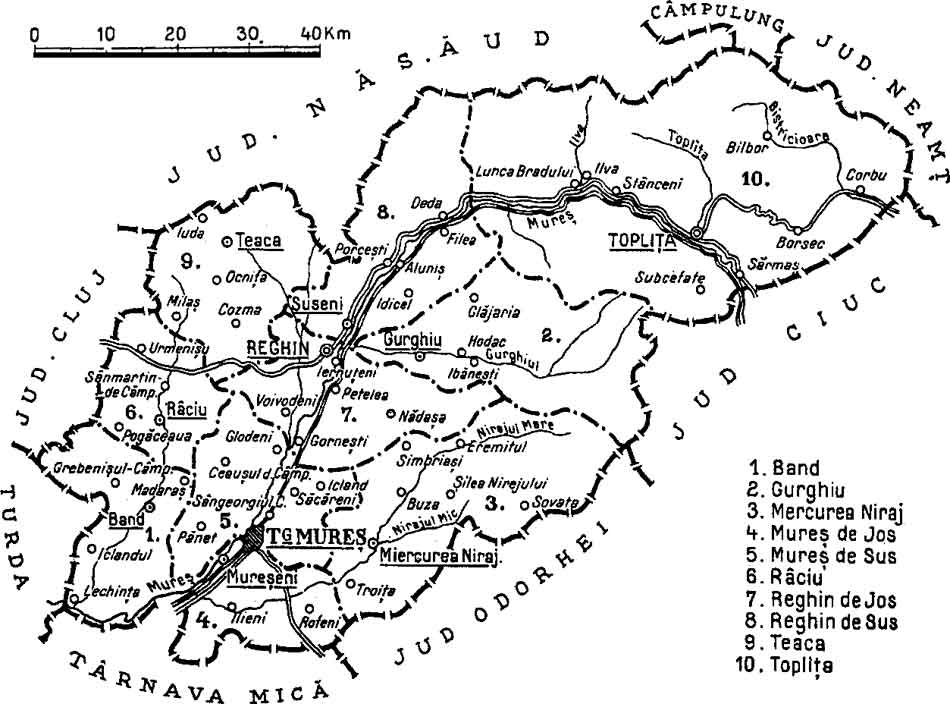
Повіт Муреш. 1938 рік

Повіт Мурес спочатку був поділений на сім плас (адміністративна одиниця другого порядку Королівства Румунія), згодом пласи Муреш та Реґін були розділені і кількість плас зросла до 10.
1. Банд;
2. Ґурґіу;
3. М'єркуря-Ніражулуй;
4. Муреш-де-Жос;
5. Муреш-де-Сус;
6. Ричу;
7. Реґін-де-Жос;
8. Реґін-де-Сус;
9. Тяка;
10. Топліца.

На території повіту було два міські населені пункти: Тиргу-Муреш та Реґін.

## Населення
За даними перепису 1930 року чисельність населення становило 289 466 мешканців, з них 45,8 % румунів, 42,6 % угорців, 3,9 % німців, 3,9 % циган, 3,4 % євреїв та інших.
Для 45,9 % населення рідною мовою була угорська, 45,5 % — румунська мова, 3,9 % — німецька мова, 2,2 % — їдиш та 2,1 % — циганська.
З конфесійної точки зору мешканці повіту розподілялися так: 32,4 % — греко-католики, 30,3 % — реформатори, 14,5 % — православні, 12,1 % — римо-католики, 3,9 % — лютерани, 2,6 % — унітарії тощо.